# Гербі
Гербі́ (рос. Герби) — селище у складі Верхньобуреїнського району Хабаровського краю, Росія. Адміністративний центр та єдиний населений пункт Гербинського сільського поселення.

## Населення
Населення — 320 осіб (2010; 346 у 2002).
Національний склад (станом на 2002 рік):
- росіяни — 82 %